# Scott James
Scott James (conocido como Scotty James; Melbourne, 6 de julio de 1994) es un deportista australiano que compite en snowboard, especialista en la prueba de halfpipe.
Participó en cuatro Juegos Olímpicos de Invierno, entre los años 2010 y 2022, obteniendo dos medallas, bronce en Pyeongchang 2018 y plata en Pekín 2022, en el halfpipe.
Ganó cinco medallas en el Campeonato Mundial de Snowboard entre los años 2015 y 2025. Adicionalmente, consiguió diez medallas en los X Games de Invierno.
Fue el abanderado de Australia en la ceremonia de apertura de los Juegos Olímpicos de Pyeongchang 2018.
Es cuñado del piloto de automovilismo canadiense Lance Stroll.

## Medallero internacional
| Juegos Olímpicos   | Juegos Olímpicos            | Juegos Olímpicos  | Juegos Olímpicos |
| Año                | Lugar                       | Medalla           | Prueba           |
| ------------------ | --------------------------- | ----------------- | ---------------- |
| 2018               | Pyeongchang (Corea del Sur) | Medalla de bronce | Halfpipe         |
| 2022               | Pekín (China)               | Medalla de plata  | Halfpipe         |
| Campeonato Mundial |                             |                   |                  |
| Año                | Lugar                       | Medalla           | Prueba           |
| 2015               | Kreischberg (Austria)       | Medalla de oro    | Halfpipe         |
| 2017               | Sierra Nevada (España)      | Medalla de oro    | Halfpipe         |
| 2019               | Park City (Estados Unidos)  | Medalla de oro    | Halfpipe         |
| 2021               | Aspen (Estados Unidos)      | Medalla de plata  | Halfpipe         |
| 2025               | Engadina (Suiza)            | Medalla de oro    | Halfpipe         |

| X Games de Invierno | X Games de Invierno    | X Games de Invierno | X Games de Invierno |
| Año                 | Lugar                  | Medalla             | Prueba              |
| ------------------- | ---------------------- | ------------------- | ------------------- |
| 2016                | Aspen (Estados Unidos) | Medalla de bronce   | Superpipe           |
| 2017                | Aspen (Estados Unidos) | Medalla de oro      | Superpipe           |
| 2018                | Aspen (Estados Unidos) | Medalla de plata    | Superpipe           |
| 2019                | Aspen (Estados Unidos) | Medalla de oro      | Superpipe           |
| 2020                | Aspen (Estados Unidos) | Medalla de oro      | Superpipe           |
| 2021                | Aspen (Estados Unidos) | Medalla de plata    | Superpipe           |
| 2022                | Aspen (Estados Unidos) | Medalla de oro      | Superpipe           |
| 2023                | Aspen (Estados Unidos) | Medalla de oro      | Superpipe           |
| 2024                | Aspen (Estados Unidos) | Medalla de oro      | Superpipe           |
| 2025                | Aspen (Estados Unidos) | Medalla de oro      | Superpipe           |